# チェンバーズ・ベイ・ゴルフコース
チェンバーズ・ベイ・ゴルフコース（Chambers Bay Golf Course）はアメリカ合衆国の太平洋岸北西部にあるパブリック・ゴルフコースである。ワシントン州タコマ南西のユニバーシティプレースに位置し、ピアース郡が所有するイギリスのリンクス・スタイルのコースで、2007年6月23日にオープンした。
本コースは2015年の全米オープンの会場に選ばれている。

## 設計
チェンバーズ・ベイはロバート・トレント・ジョーンズ・ジュニアの設計で、3.8平方キロメートルの郡立公園の中心として、1平方キロメートルの敷地を占めている。この土地はかつて砂と砂利の採取場で、オフロード車やダートバイク乗りの間で有名なところだった。これをピアース郡は3千3百万ドルで買収している。
設計にあたっては、郡の意向として全米オープンの誘致を目標に据えて行われた。設計コンペでは全ての事務所がイギリスのリンクスコースをモデルにしたプランを提出している。芝は海岸性気候に理想的なフェスキュー（細く長い洋芝）が用いられており、イギリスでは一般的だが米国内では珍しい。
2015年の全米オープンの際には、コースの設計についてプレーヤーや関係者から多くの批判が出ている。とくにグリーンのアンジュレーションについて酷評が多く、ゲーリー・プレーヤーはゴルフ・チャンネルのインタビューで、一般のゴルファーがプレーするパグリック・コースとしてはありえないほどの難易度の高さを指摘し、ゴルフのアマチュア人口への悪影響を懸念している。

## 造成
コースの造成中、110立方メートルの土砂（トラックで10万台分）が取り除かれ、敷地内を整地後コースを形成するために戻された。
この時点で、未だにこの地は運用中の鉱山として登録されていた。そのため、コースの造成にわずかながら制限が課せられていた。

## レイアウト
各ホールには5ヶ所のティーグラウンドが設けられ、コース長が5,250ヤードから7,585ヤードまでの幅をもつ。ピアース郡の公営コースであることから、郡内居住者は利用に割引を受けられる。コース内は歩行のみが許され、キャディーはつけることができるがオプションである。電動カートも用意されているが、疾患を抱えているか障害者にのみ利用可能で、必ずキャディーに運転を任せなければならない。
グリーンにはエッジが無い。フェアウェイから直接グリーンに遷移する。

### 各ホール
チャンピオンシップ・ティー
| ホール                                                      | 名称                                                        | ヤード                                                      | パー                                                        |                                                             | ホール      | 名称        | ヤード      | パー |
| ----------------------------------------------------------- | ----------------------------------------------------------- | ----------------------------------------------------------- | ----------------------------------------------------------- | ----------------------------------------------------------- | ----------- | ----------- | ----------- | ---- |
| 1                                                           | Puget Sound                                                 | 598/496                                                     | 5/4                                                         |                                                             | 10          | High Dunes  | 436         | 4    |
| 2                                                           | Foxy                                                        | 399                                                         | 4                                                           | 11                                                          | Shadows     | 537         | 4           |      |
| 3                                                           | Blown Out                                                   | 198                                                         | 3                                                           | 12                                                          | The Narrows | 311         | 4           |      |
| 4                                                           | Hazard's Ascent                                             | 495                                                         | 4                                                           | 13                                                          | Eagle Eye   | 534         | 4           |      |
| 5                                                           | Free Fall                                                   | 488                                                         | 4                                                           | 14                                                          | Cape Fear   | 546         | 4           |      |
| 6                                                           | Deception Point                                             | 495                                                         | 4                                                           | 15                                                          | Lone Fir    | 246/167     | 3           |      |
| 7                                                           | Humpback                                                    | 508                                                         | 4                                                           | 16                                                          | Beached     | 423         | 4           |      |
| 8                                                           | High Road Low Road                                          | 614                                                         | 5                                                           | 17                                                          | Derailed    | 218         | 3           |      |
| 9                                                           | Olympus                                                     | 224/217                                                     | 3                                                           | 18                                                          | Tahoma      | 604/525     | 5/4         |      |
| アウト                                                      | アウト                                                      | 4,019/3,910                                                 | 36/35                                                       | イン                                                        | イン        | 3,855/3,697 | 35/34       |      |
| チャンピオンシップ・ティー: レーティング=78.1, スロープ=146 | チャンピオンシップ・ティー: レーティング=78.1, スロープ=146 | チャンピオンシップ・ティー: レーティング=78.1, スロープ=146 | チャンピオンシップ・ティー: レーティング=78.1, スロープ=146 | チャンピオンシップ・ティー: レーティング=78.1, スロープ=146 | 合計        | 合計        | 7,874/7,607 | 70   |

ネイビー・ティー
| ホール                                            | 名称                                              | ヤード                                            | パー                                              |                                                   | ホール      | 名称       | ヤード | パー |
| ------------------------------------------------- | ------------------------------------------------- | ------------------------------------------------- | ------------------------------------------------- | ------------------------------------------------- | ----------- | ---------- | ------ | ---- |
| 1                                                 | Puget Sound                                       | 559                                               | 5                                                 |                                                   | 10          | High Dunes | 398    | 4    |
| 2                                                 | Foxy                                              | 395                                               | 4                                                 | 11                                                | Shadows     | 457        | 4      |      |
| 3                                                 | Blown Out                                         | 167                                               | 3                                                 | 12                                                | The Narrows | 281        | 4      |      |
| 4                                                 | Hazard's Ascent                                   | 530                                               | 5                                                 | 13                                                | Eagle Eye   | 485        | 4      |      |
| 5                                                 | Free Fall                                         | 465                                               | 4                                                 | 14                                                | Cape Fear   | 496        | 4      |      |
| 6                                                 | Deception Point                                   | 418                                               | 4                                                 | 15                                                | Lone Fir    | 139        | 3      |      |
| 7                                                 | Humpback                                          | 482                                               | 4                                                 | 16                                                | Beached     | 396        | 4      |      |
| 8                                                 | High Road Low Road                                | 557                                               | 5                                                 | 17                                                | Derailed    | 172        | 3      |      |
| 9                                                 | Olympus                                           | 227                                               | 3                                                 | 18                                                | Tahoma      | 541        | 5      |      |
| アウト                                            | アウト                                            | 3,800                                             | 37                                                | イン                                              | イン        | 3,365      | 35     |      |
| ネイビー・ティー: レーティング=75.6, スロープ=139 | ネイビー・ティー: レーティング=75.6, スロープ=139 | ネイビー・ティー: レーティング=75.6, スロープ=139 | ネイビー・ティー: レーティング=75.6, スロープ=139 | ネイビー・ティー: レーティング=75.6, スロープ=139 | 合計        | 合計       | 7,165  | 72   |

チェンバーズ・ベイには樹木が一本しかない。第15ホールのグリーンの背後にあるベイマツである。

## 運営
本コースの運営は、イリノイ州ノースブルックに本社があるケンパースポーツ管理会社が主体となっておこなっており、オレゴン州南部の沿岸部にあるバンドン・デューンズ・ゴルフ・リゾートも関与している。
コースはチェンバーズ川公有地の一部であり、ゴルフ以外のレクリエーション施設も数多くあり、その一つである全長5キロメートルの遊歩道は、ゴルフコースの西側を横切っている。

## 大会
チェンバーズ・ベイは2010年の全米アマチュアゴルフ選手権と、2015年の全米オープンの会場となっている。これは2008年初頭に全米ゴルフ協会によって選ばれた。
2010年の全米アマの際には、コース長7,742ヤード、パー71 として設定され、当時のUSGAにおける最長記録であった。
この記録は翌年、エリンヒルズが18ヤード上回って更新された。
2015年の全米オープン開催に11ヶ月先立って、USGA は最終ラウンド用チケットとウィークリー・チケットが完売したと報じた。
2022年には全米女子アマが開催。

## 参照
1. 1 2 3 4 5 6  
Smith, Craig (2007年6月23日). “Chambers Bay golf course opens today”. シアトル・タイムズ 2014年8月13日閲覧。
2. 1 2  “Chambers Bay will host U.S. Open”. シアトル・タイムズ. (2008年2月8日) 2014年8月13日閲覧。
3. ↑  
“Ask the Architect, Robert Trent Jones II” (2008年3月). 2008年4月20日閲覧。
4. ↑  “採掘場から至高のコースへ”. 米国Golf Digest誌　2015 全米オープン特集.   ゴルフダイジェスト・オンライン. 2015年6月20日閲覧。
5. ↑  “全米オープンを意図して設計された初めてのコース”. 米国Golf Digest誌　2015 全米オープン特集.   ゴルフダイジェスト・オンライン. 2015年6月20日閲覧。
6. ↑  “全てフェスキュー芝で開催される初めての全米オープン”. 米国Golf Digest誌　2015 全米オープン特集.   ゴルフダイジェスト・オンライン. 2015年6月20日閲覧。
7. ↑  “「今までで一番不愉快」　異色の全米OPコースに糾弾相次ぐ”.   ゴルフダイジェスト・オンライン. 2015年6月23日閲覧。
8. ↑  Newnham, Blaine (2007年4月12日). “Chambers Bay is a bit of Scotland near Tacoma”. シアトル・タイムズ 2014年8月13日閲覧。
9. ↑  Hanson, Scott (2014年4月19日). “How 3 visionaries brought the U.S. Open to Chambers Bay”. シアトル・タイムズ 2014年8月13日閲覧。
10. ↑  Kelley, Steve (2008年2月17日). “Bruce Charlton felt the sand and saw a U.S. Open”. シアトル・タイムズ 2014年8月13日閲覧。
11. ↑   Chambers Bay Yardage Guide with US Open Tees, チェンバーズ・ベイ・ゴルフコース, (2015年4月4日)
12. ↑  “HOLE BY HOLE & SCORECARD”.   チェンバーズ・ベイ・ゴルフコース. 2015年6月20日閲覧。
13. ↑  “Course rating and slope database, Chambers Bay”.   USGA. 2015年6月20日閲覧。
14. ↑  Booth, Tim (2008年5月1日). “Chambers Bay's "Lone Fir" hacked”. シアトル・タイムズ. AP通信 2015年6月16日閲覧。
15. ↑  “USGA Awards 2015 U.S. Open, 2010 U.S. Amateur to Chambers Bay in Washington State and 2011 U.S. Amateur to Erin Hills Golf Club in Wisconsin”.   USGA (2008年2月7日). 2008年4月20日閲覧。
16. ↑  “It's Uhlein's time”.   USGA (2010年8月29日). 2014年8月13日閲覧。
17. 1 2  “U.S. Am courses give USGA advance look”. Golfweek. (2011年8月22日).
18. ↑  “USGA announces its Sunday round at 2015 U.S. Open is all sold out”. シアトル・タイムズ. (2014年7月18日) 2014年8月13日閲覧。